# Sally Cinnamon
"Sally Cinnamon" é uma canção lançada como single pela banda britânica The Stone Roses em 1987.
O single entrou na parada musical independente do Reino Unido em junho de 1987, permanecendo lá num total de 39 semanas, chegando à terceira colocação. Quando relançada em 1989, chegou à parada de singles principal onde ficou por sete semanas, chegando ao número 46.

## Certificações
| Região            | Certificação | Vendas   |
| ----------------- | ------------ | -------- |
| Reino Unido (BPI) | Prata        | 200,000^ |